# لغة لينكوس
لينكوس (اختصار للعبارة اللاتينية lingua cosmica والتي تعني «اللغة الكونية») هي لغة مصطنعة تم وصفها لأول مرة عام 1960 من قبل الدكتور هانس فرودينثال في كتابه لينكوس: تصميم لغة للتواصل الكوني، الجزء الأول . والتي وصفت على إنها لغة مصممة لتكون مفهومة بأي من قبل أي شكل من أشكال الحياة خارج كوكب الأرض، لاستخدامها في الإرسال اللاسلكي بين النجوم.  اعتبر فرويدنثال أن مثل هذه اللغة يجب أن تُفهم بسهولة من قبل كائنات ليست على دراية بأي بنية نحوية أو لغة أرضية. وقد تم تصميم لغة لينكوس لتكون قادرة على تغطية «الجزء الأكبر من معرفتنا».

## المفاهيم والمدى
من المفترض أن يتم إرسال «قاموس» لينكوس أولاً قبل أي رسائل إضافية إلى الفضاء. فهي تعلّم الأعداد الطبيعية من خلال سلسلة من النبضات المتكررة، مفصولة بفترات توقف. خلاف ذلك، يمكن للكائن الغريب أن يعتقد أن النمط بأكمله هو رمز جديد لمعنى غير معروف. بعد تقديمه = ، يعرض تدوينًا ثنائيًا للأرقام . = 1، . . = 2 وهكذا. ينتقل إلى الضرب والقسمة والمتغيرات والثوابت، ثم منطق الافتراض، ونظرية المجموعة، ومنطق الدرجة الأولى. يحاول طرح الأسئلة من خلال ترك التعبيرات الرياضية دون حل: ؟ س س + 101 = 11
يقدم القسم التالي من قاموس لينكوس كلمة (ثانية)، من خلال تشغيل نبضات ذات أطوال مختلفة، متبوعة بالثواني وعددها، «حتى يُتوقع من المتلقي أن يلاحظ أن الأرقام هي بما يتناسب مع المدد»  وبالتالي يتم تدريس أن «الثانية» هي وحدة زمنية لها مدة معينة. ثم يقدم وسائل لقياس الفترات الزمنية، والإشارة إلى اللحظات في الزمن، والتحدث عن الأحداث الماضية والمستقبلية.
ربما يكون القسم الثالث هو الأكثر تعقيدًا لأنه يحاول نقل المفاهيم واللغة اللازمة لوصف السلوك والمحادثة بين الأفراد. يستخدم أمثلة لتقديم ممثلين يتحدثون إلى بعضهم البعض، ويطرحون الأسئلة، ويرفضون، ويقتبسون من الآخرين، ويعرفون ويريدون الأشياء، ويُحاكي الوعود، والألعاب. تتمثل الخطوات الأولى في إدخال بعض الرموز الجديدة (أنماط مميزة من النبضات)، وإرسال تسلسلات تظهر اثنين من هذه الرموز الجديدة مفصولة متبوعاً بسؤال حول معادلة، ثم عكس الرموز، متبوعًا بالإجابة. ويتوقع أنه بعد العديد من التكرار، سيقرر المستلم أن هذه الرموز الجديدة هي كيانات تطرح الأسئلة وتجيب عليها، بدلاً من سياق آخر للأسئلة.
وأخيراً، يصف القسم الرابع المفاهيم المتعلقة بالكتلة والفضاء والحركة. ويذهب هذا القسم إلى حدود وصف السمات الفيزيائية للبشر والنظام الشمسي.
تم التخطيط لكتاب ثانٍ، لكن لم يتم كتابه والذي كان سيضيف أربعة أقسام أخرى إلى القاموس: «المادة» و «الأرض» و «الحياة» و «السلوك 2». قام باحثون آخرون وحدهم منذ ذلك الحين بتوسيع اللغة إلى حد ما. أحد الأمثلة على ذلك هو نظام «كومكس أو. إس» (CosmicOS). أما النوع الآخر فهو لينغوا كوزميكا  طوره عالم الفلك وعالم الرياضيات الهولندي السويدي ألكسندر أولونغرين  من جامعة لايدن، باستخدام منطق البناء.
يناقش كتاب فرويدنثال عن لغة لينكوس باستخدام العديد من العبارات الفنية من النظرية اللغوية والمنطقية التي لم يقم بتعريفها، والتي ربما تكون قد قللت من الاهتمام العام بها، على الرغم من أنه يمكن فهم الفصول الرئيسية بدون هذه العبارات مثل: تسميات، ربط، تشكيل، وظيفة، معجم، لوجستي، ظاهري، شبه عام، دلالات، بناء جملة، متغيرات، إلخ.

## يستخدم
لعقود من الزمن، لم يتم إجراء عمليات إرسال فعلية باستخدام لغة لينكوس، والتي بقيت إلى حد كبير تمرينًا نظريًا، إلى أن قام فيزيائيا الفلك الكنديان إيفان دوتيل وستيفان دوماس ، اللذان يعملان في مؤسسة بحوث الدفاع الكندية ، بإنشاء نظام ترميز مقاوم للضوضاء للرسائل التي تهدف إلى التواصل مع حضارات خارج كوكب الأرض . و في عام 1999 قام علماء الفيزياء الفلكية بترميز رسالة بلغة لينكوس واستخدموا التلسكوب الراديوي (Yevpatoria RT-70) في أوكرانيا لإرسالها نحو النجوم القريبة. يُعرف هذا باسم النداء الكوني (Cosmic Call) . تم تكرار التجربة عام 2003. كانت الرسالة عبارة عن سلسلة من الصفحات تصف بعض أساسيات الرياضيات والفيزياء وعلم الفلك. تم الترويج لتجربة (دوتيل دوماس - Dutil-Dumas) من قبل منظمة تسمى (انكاونتر - Encounter 2001).
استكشف بعض الباحثين حالات مماثلة في محاولة التواصل مع الحيوانات الذكية مثل الحيتانيات.[بحاجة لمصدر] إن رسائل لينكوس معقدة وتحتاج إلى الوصول إلى الأعضاء الأكثر صبرًا والمنطقيين من الأنواع المستهدفة. يمكن لنهج أبسط بكثير يستهدف متوسط أعضاء النوع أن يغطي الأرقام،> ، <، = ، + ، - ، والوقت.

## أمثلة
ومثال على لغة لينكوس من القسم الثالث من كتاب فرويدنثال، يُظهر فرداً يسأل أسئلة فردية أخرى:
| نص لينكوس          | المعنى                                       |
| ------------------ | -------------------------------------------- |
| 5Ha Inq Hb ?x 2x=5 | Ha says to Hb: What is the x such that 2x=5? |
| Hb Inq Ha 5/2      | Hb says to Ha: 5/2.                          |
| Ha Inq Hb Ben      | Ha says to Hb: Good.                         |
| Ha Inq Hb ?x 4x=10 | يقول Ha لـ Hb: ما هو x بحيث أن 4x = 10؟      |
| Hb Inq Ha 10/4     | Hb says to Ha: 10/4.                         |
| Ha Inq Hb Mal      | Ha says to Hb: Bad.                          |
| Hb Inq Ha 1/4      | Hb says to Ha: 1/4.                          |
| Ha Inq Hb Mal      | Ha says to Hb: Bad.                          |
| Hb Inq Ha 5/2      | Hb says to Ha: 5/2.                          |
| Ha Inq Hb Ben      | Ha says to Hb: Good.                         |

لاحظ الفرق بين «جيد» و «سيئ» مقارنة بـ «صواب» و «خطأ»؛ لنرى أن 10/4 هي إجابة حقيقية على السؤال، لذا فإن الإجابة «صحيح» سيكون ردًا صحيحًا، لم يكن هذا ما أراده "Ha" ولذا أجاب ب «سيء» بدلاً من ذلك. يعلم الكتاب بشكل منفصل Ver و Fal عن الصواب والخطأ.
مثال آخر، إظهار المحادثة الوصفية:
| نص لينكوس                    | المعنى                                                 |
| ---------------------------- | ------------------------------------------------------ |
| Ha Inq Hb ?x 4x=10           | Ha says to Hb: What is the x such that 4x=10?          |
| Hb Inq Hc ?y Inq Hb ?x 4x=10 | Hb says to Hc: Who asked me for the x such that 4x=10? |
| Hc Inq Hb Ha                 | Hc says to Hb: Ha.                                     |

## الثقافة الشعبية
في فيلم اتصال (Contact) عام 1997 ، يتلقى علماء فلك الباحثين عن الذكاء خارج الأرض إرسالًا لاسلكيًا من الفضاء يحتوي على قاموس يشبه لينكوس مضمنًا في الرسالة.
في رواية ستانيسواف لم، تم ذكر لغة لينكوس مع لوغلان.
أوليفيا، شخصية في أسوبي أسوباس ، كانت موضوع حديث في الفصل بأنها كانت تتقن لغة لينكوس.

## روابط خارجية
- مصادر في مكتبتك
- مصادر في مكتبات أخرى

- هل كانت مثالية، هل تعمل بشكل أفضل؟ نسخة محفوظة 9 نوفمبر 2020 على موقع واي باك مشين. مسح للغة من أجل الاندماج الكوني نسخة محفوظة 9 نوفمبر 2020 على موقع واي باك مشين. (برونو باسي)